# Cosmoscarta hecuba
Cosmoscarta hecuba är en insektsart som beskrevs av Gustav Breddin 1903. Cosmoscarta hecuba ingår i släktet Cosmoscarta och familjen spottstritar. Inga underarter finns listade i Catalogue of Life.